# Manon Apithy-Brunet
Pour les articles homonymes, voir Apithy et Brunet.
Manon Apithy-Brunet, née Brunet le 7 février 1996 à Lyon, est une escrimeuse française, dont la spécialité est le sabre, qu’elle manie de la main droite. Atteignant la place de numéro un mondial du sabre féminin au cours de la saison 2021-2022, elle est classée au niveau international depuis 2011, année de ses premières compétitions de haut-niveau, à l’époque en catégorie Junior, où elle est entrée avec plusieurs années d’avance.
Ayant rejoint depuis le cercle d’escrime orléanais, le goût prononcé qu’elle a développé très jeune pour l’escrime la mènera à obtenir de très bons résultats, lui valant une qualification en équipe de France Junior. Elle rejoint alors l’INSEP, où elle reste jusqu’en 2021. Après une médaille de bronze en individuel aux Jeux olympiques de Tokyo 2020, elle décide d’intégrer l’académie de Christian Bauer pour la saison suivante.
Outre ses performances individuelles, Manon devient en 2018, à Wuxi, championne du monde de sabre par équipes avec l’équipe de France (composée également de Caroline Quéroli, Cécilia Berder et Charlotte Lembach). Cette performance est confirmée en 2021 par une médaille d’argent par équipes aux Jeux olympiques de Tokyo 2020 où elle remporte également le bronze en individuel.
Elle devient en mars 2022 la no 1 mondiale de son arme, avant de subir une opération à l'épaule puis des problèmes au dos qui l'éloignent des pistes jusqu'au mois de décembre de la même année.
Le 29 juillet 2024, elle remporte la médaille d'or, s'imposant en finale du sabre féminin face à sa compatriote Sara Balzer aux Jeux olympiques de Paris.

## Carrière

### Enfance et débuts à Rillieux-la-Pape
Manon Apithy-Brunet naît à Lyon le 7 février 1996 de Sandrine et Philippe Brunet. Elle passe une grande partie de son enfance à Rillieux-la-Pape, où elle développe déjà une âme sportive, poussée par sa famille, qu’elle décrit comme « très sportive ». Elle s’essaye à différents sports, notamment le taekwondo et la danse, mais ces sports ne l’intéressent que peu. À l’âge de 8 ans, elle découvre finalement l’escrime et s’inscrit au club « Sabre au clair » de Rillieux-la-Pape, sous la direction de Carlos Bravo.
Dès ses premières années, elle remporte de nombreuses compétitions, de niveau régional et national. Ces victoires, ainsi que la notoriété de son club – ayant déjà envoyé d’autres sabreurs aux pôles d’Orléans et de Tarbes – vont l’aider à être repérée par de grands clubs et la pousser vers une escrime de plus haut niveau.

### Pôle espoir à Orléans et intégration à l’INSEP
Du fait de ses nombreuses victoires, Manon Apithy-Brunet se voit offrir de nombreuses opportunités, dont une du pôle espoirs du Cercle d’escrime orléanais et du lycée Charles-Péguy d'Orléans. À contrecœur, elle doit quitter le club de Rillieux, car celui-ci ne peut se permettre de l'aider à financer sa participation aux compétitions internationales. Elle rejoint alors, à seulement 14 ans, le Cercle d'escrime orléanais, qui lui permet quelques mois plus tard d’entrer en équipe de France Junior.
Cette intégration au club d’Orléans est un tremplin pour Manon, qui remporte en 2012, peu après son intégration, le tournoi de Londres en Cadet (moins de 17 ans), un tournoi d’escrime de niveau international. On retrouve au classement de ce tournoi de nombreuses autres escrimeuses de haut niveau, telles que sa future partenaire en équipe de France Sara Balzer.
Dès 17 ans, son palmarès en Junior – où elle se classe dans le top 10 mondial pendant plusieurs années de suite, justifie son intégration à l’INSEP, au pôle France, pour tirer en catégorie Junior, ainsi que, par surclassement, en Senior (plus de 20 ans), soit avec une avance de trois ans sur l’âge nominal.

### Premiers championnats du monde et Jeux olympiques de 2016
À l’occasion des championnats du monde d’escrime Junior 2015, à Tachkent, Manon Apithy-Brunet devient pour la première fois vice-championne du monde en catégorie Junior, titre qu’elle conserve l’année suivante en remportant la médaille d’argent aux championnats du monde d’escrime junior 2016 à Bourges. En parallèle à son classement Junior, elle participe à quelques compétitions en catégorie supérieure (Sénior) et parvient à se classer 9e dès la saison 2015/2016, ce qui représente une performance prometteuse pour les années à venir.

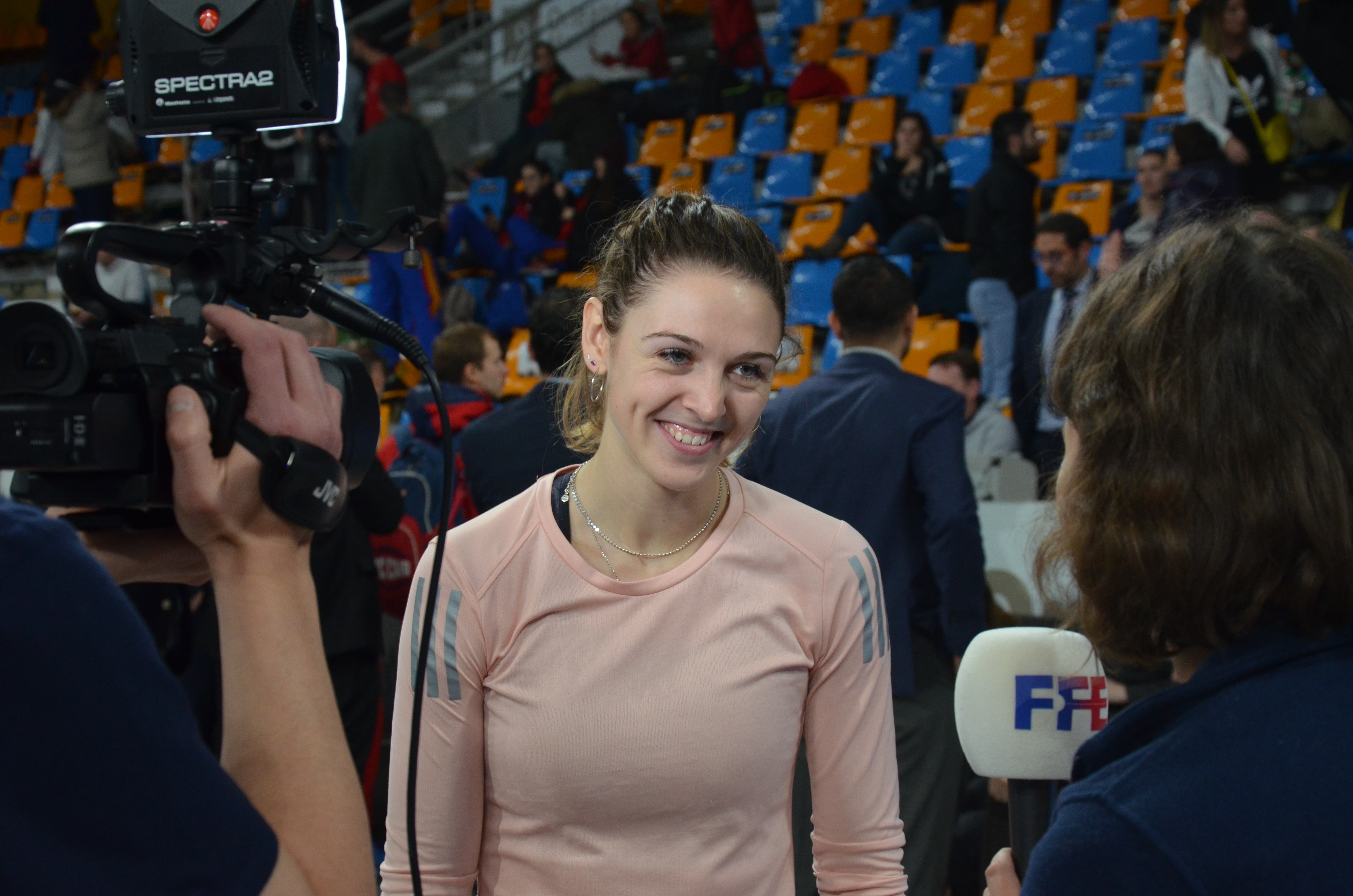
Manon Brunet à Orléans en 2019.

Grâce à ses performances sportives, notamment une victoire à la coupe du monde de Novi Sad, en Serbie et une seconde place à la coupe de monde de Bourges, Manon Brunet est sélectionnée pour les Jeux olympiques d’été de 2016. Elle se réjouira de cette sélection, répondant à l’objectif qu’elle s’était fixé de tirer aux JO de Rio. Malheureusement pour elle, ces jeux olympiques ne lui rapporteront pas de médaille, puisqu’elle perd en demi-finale, d'une touche face à la no 1 mondiale, Sofia Velikaïa, puis en petite finale contre Olha Kharlan.

### Jeux olympiques de 2021
L’année suivant sa défaite aux Jeux olympiques de 2016, Manon remporte la première compétition de la saison, le Trophée BNP Paribas (coupe du monde de sabre dames), à Orléans, son club d’origine. Le reste de ses résultats de la saison, dont une autre victoire à la coupe du monde de Yangzhou, en Chine et une seconde place à Athènes, en Grèce, lui permettent de se classer 4e du classement international pour la saison de Coupe du monde d'escrime 2016-2017.
Continuant sur cette lancée, elle se positionne par la suite en troisième place du classement international pendant deux saisons de Coupe du monde consécutives (2018-2019 et 2019-2020), ce qui lui assure une qualification pour les Jeux olympiques de Tokyo en 2021, où elle décroche la médaille de bronze en individuel, avant de remporter la première médaille collective du sabre féminin français, en accédant à la finale par équipes (où les athlètes du comité olympique russe l'emportent 45-41) avec Cécilia Berder, Charlotte Lembach et Sara Balzer.

### Numéro 1 mondiale en mars 2022 et championne d'Europe en 2023
À la suite des Jeux olympiques, Manon Apithy-Brunet quitte l'INSEP pour rejoindre l'académie de Christian Bauer, nouvellement fondée à Orléans. Ce changement de structure, de méthode d'entraînement et de style d'escrime complique son début de saison de Coupe du monde 2021-2022. Après les quatre premiers tournois, elle compte un seul podium obtenu à Plovdiv. Malgré ces résultats, l'absence de ses principales rivales au classement mondial, Sofia Velikaïa, Sofia Pozdniakova et Olha Kharlan, toutes trois en pause post-olympique avant d'être exclues, dans le cas des sabreuses russes, du circuit mondial en conséquence de l'invasion russe de l'Ukraine, lui permet de se rapprocher graduellement de la place de no 1 mondiale qu'elle atteint en mars 2022 en remportant la cinquième levée de la Coupe du monde, à Istanbul contre sa jeune compatriote Anne Poupinet. Blessée à l’épaule en mai, elle est stoppée dans son élan et restera éloignée de la compétition pendant sept mois. Elle termine la saison 2021-2022 à la place de numéro 7 mondial.
Au cours de la saison de Coupe du monde 2022-2023, Manon Apithy-Brunet devient championne d'Europe en juin 2023 à Plovdiv, en Bulgarie, en battant en finale sa compatriote Sara Balzer (15-10). Elle remporte la médaille d'or en sabre par équipes aux Jeux européens de 2023 à Cracovie, qui font office de championnats d'Europe pour les épreuves par équipes et termine la saison 2022-2023 à la place de numéro 5 mondial.

### Championne olympique à Paris 2024
Le 29 juillet 2024, elle obtient aux jeux olympiques d'été de 2024 à Paris la médaille d'or après sa victoire en finale sur sa compatriote Sara Balzer. La finale olympique entre Manon Brunet et Sara Balzer est regardée en direct par 7,47 millions de téléspectateurs sur France 2. Elle termine la saison de Coupe du monde d'escrime 2023-2024 à la place de numéro 2 mondial.

## Profil de sabreuse
Manon Apithy-Brunet est une sabreuse connue pour ses attaques très longues, parfois effectuées sur toute la longueur de la piste, qu’elle effectue par de nombreuses marches rapides pendant lesquelles elle cherche à déstabiliser l’adversaire, en réalisant par exemple des feintes très rapides. Ces marches se terminent généralement sur une fente très ample, permettant, dans la plupart des cas, de toucher l’adversaire, à la fois surpris et bloqué en fond de piste. Dans certains cas, la tireuse adverse sort simplement de la piste, garantissant à Manon Brunet un point.
Toutefois, elle est mise en difficulté par les mouvements effectués par son adversaire sur la hauteur, on pourrait citer par exemple les attaques précédées d’un saut effectuées par Kim Ji-yeon.

## Parcours académique
Pendant l’entièreté de son parcours sportif, Manon est restée intégrée à un cursus scolaire aménagé pour les sportifs de haut niveau. Lors de son intégration à Orléans, puis à l'INSEP, elle poursuit son Baccalauréat scientifique. Par la suite, elle s’inscrit dans une licence de sciences et techniques des activités physiques et sportives, qu’elle doit abandonner, pour y substituer un BTS de management des unités commerciales, pouvant être suivi directement à l’INSEP.
Sortie diplômée de son BTS en 2017, elle s’inscrit au cursus en ligne de l’EDHEC Business School pour préparer le diplôme de Business Bachelor of Administration (BBA). Ce cursus adapté permet de concilier une carrière sportive de haut-niveau avec des études supérieures. Malgré tout, ces études sont longues et nécessitent des adaptations importantes pour les entraînements sportifs, l’obtention du Bachelor se situe donc à l’horizon 2023-2024, peu avant les Jeux olympiques de Paris.

## Vie privée
Manon Brunet est en couple avec le sabreur français Boladé Apithy. Ils se marient à Rillieux-la-Pape le 23 octobre 2021. Elle adopte après son union le nom d'usage Manon Apithy-Brunet.
Le 3 février 2025 Manon et Boladé annoncent attendre leur premier enfant.

## Palmarès
- Jeux olympiques
  -  Médaille d’argent au sabre par équipes aux Jeux olympiques d'été de 2020 (avec Sara Balzer, Cécilia Berder et Charlotte Lembach)
  -  Médaille de bronze au sabre individuel aux Jeux olympiques d'été de 2020
  -  Médaille d'or au sabre individuel aux Jeux olympiques d'été de 2024

- Championnats du monde d’escrime
  -  Médaille d’or par équipes aux championnats du monde d’escrime 2018 à Wuxi (avec Caroline Quéroli, Cécilia Berder et Charlotte Lembach)
  -  Médaille d’argent par équipes aux championnats du monde d’escrime 2019 à Budapest (avec Cécilia Berder, Caroline Quéroli et Charlotte Lembach)
  -  Médaille d’argent par équipes aux championnats du monde d’escrime 2014 à Kazan (avec Cécilia Berder, Saoussen Boudiaf et Charlotte Lembach)
  -  Médaille de bronze par équipes aux championnats du monde d’escrime 2017 à Leipzig (avec Caroline Quéroli, Cécilia Berder et Charlotte Lembach)
- Championnats du monde d’escrime junior
  -  Médaille d’argent en individuel aux championnats du monde d’escrime junior 2016 à Bourges[4]
  -  Médaille d’argent en individuel aux championnats du monde d’escrime junior 2015 à Tachkent[4]
- Championnats d’Europe d’escrime
  -  Médaille d’or en individuel aux championnats d’Europe d’escrime 2023 à Plovdiv
  -  Médaille d’or par équipes aux Jeux européens de 2023 (faisant office de championnats d'Europe par équipes) à Cracovie (avec Sara Balzer, Cécilia Berder et Margaux Rifkiss)
  -  Médaille d’argent par équipes aux championnats d’Europe d’escrime 2016 à Toruń (avec Cécilia Berder, Saoussen Boudiaf et Charlotte Lembach)
  -  Médaille d’argent par équipes aux championnats d’Europe d’escrime 2014 à Strasbourg (avec Cécilia Berder, Saoussen Boudiaf et Charlotte Lembach)
  -  Médaille de bronze par équipes aux championnats d’Europe d’escrime 2018 à Novi Sad (avec Cécilia Berder, Charlotte Lembach et Caroline Quéroli)
  -  Médaille de bronze par équipes aux championnats d’Europe d’escrime 2017 à Tbilissi (avec Cécilia Berder, Charlotte Lembach et Sara Balzer)
- Résultats en Coupe du monde :
  -  Médaille d’or en individuel à Orléans (France) en 2023
  -  Médaille d’or en individuel à Istanbul (Turquie) en 2022
  -  Médaille d’or en individuel à Orléans (France) en 2019
  -  Médaille d'or en individuel à Sint-Niklaas (Belgique) en 2019
  -  Médaille d'or en individuel à Tunis (Tunisie) en 2018
  -  Médaille d’or en individuel à Yangzhou (Chine) en 2017
  -  Médaille d’or en individuel à Orléans (France) en 2016

## Classement en fin de saison
| Année | 2015 | 2016 | 2017 | 2018 | 2019 | 2020 | 2021 | 2022 | 2023 | 2024 |
| ----- | ---- | ---- | ---- | ---- | ---- | ---- | ---- | ---- | ---- | ---- |
| Rang  | 60   | 9    | 4    | 11   | 3    | 3    | 2    | 7    | 5    | 2    |

## Décorations
- Chevalier de la Légion d'honneur (2024)[29],[30]
- Chevalier de l'ordre national du Mérite le 8 septembre 2021[31]
- Médaille de la Défense Nationale échelon Bronze